# Grigorij Landsberg
Grigorij Samuiłowicz Landsberg (ros.  Григорий Самуилович Ландсберг, ur. 10 stycznia?/22 stycznia 1890 w Wołogdzie, zm. 2 lutego 1957 w Moskwie) – rosyjski fizyk.

## Życiorys
Początkowo uczył się w gimnazjum w Wołogdzie, później przeniósł się do Niżnego Nowogrodu, gdzie w 1908 ukończył gimnazjum ze złotym medalem. Studiował na Wydziale Fizyczno-Matematycznym Uniwersytetu Moskiewskiego, który ukończył w 1913 z dyplomem 1 stopnia i został wykładowcą tego uniwersytetu. W 1915 został zmobilizowany do rosyjskiej armii, służył w batalionie telegraficznym i później w laboratorium do walki z gazami bojowymi. Od 1918 do 1920 był adiunktem Omskiego Instytutu Rolniczego, później został pracownikiem Instytutu Biofizyki N.Zdrawa, jednocześnie wykładając fizykę w Moskiewskim Instytucie Inżynieryjnym, w 1923 został profesorem 2 Moskiewskiego Uniwersytetu Państwowego (obecnie Moskiewski Państwowy Instytut Pedagogiczny), na którym został kierownikiem katedry i działu fizyczno-technicznego. W 1932 został członkiem korespondentem, a w 1946 akademikiem Akademii Nauk ZSRR. Kilkukrotnie był na zagranicznych delegacjach naukowych, m.in. w Niemczech w 1927 i 1930, w Holandii w 1930, we Francji w 1945. W 1934 rozpoczął pracę w Instytucie Fizycznym Akademii Nauk ZSRR, otrzymując stopień doktora nauk fizyczno-matematycznych. Od 1945 do 1947 był profesorem Moskiewskiego Instytutu Mechanicznego, a od 1951 do 1957 Moskiewskiego Instytutu Fizyczno-Technicznego. Został pochowany na Cmentarzu Nowodziewiczym.
Autor prac w zakresie fizyki molekularnej, optyki oraz spektroskopii. Współodkrywca (wraz z Leonidem Mandelstamem) w 1928 roku zjawiska rozpraszania kombinacyjnego, zwanego zjawiskiem Ramana. Nazwa pochodzi od nazwiska Chandrasekhara Venkata Ramana, indyjskiego fizyka, któremu przypisuje się jego odkrycie. Efekt ten jest wykorzystywany praktycznie w spektroskopii Ramana.

## Odznaczenia i nagrody
- Order Lenina (dwukrotnie, 1945 i 1953)
- Nagroda Stalinowska (1941)
- Medal „Za ofiarną pracę w Wielkiej Wojnie Ojczyźnianej 1941–1945”